# Les Numériques
Les Numériques sont un site web grand public consacré aux biens de consommation des techniques de pointe lancé en 2004 par Vincent Alzieu, Mathias Lallement, Philippe Ramelet et Florent Alzieu. En 2014, il appartient à la société Neweb,, propriété du groupe TF1. En 2022, il appartient au groupe Reworld Media.
Il a édité à plusieurs reprises un magazine papier en kiosque, en 2011 en collaboration avec la revue Images sous le nom de « Guide d'achat numérique », puis de nouveau à partir d'octobre 2017, sous le titre « Les Numériques »,.

## Descriptif
Le site propose des actualités sur les objets et loisirs numériques, des essais comparatifs de matériel réalisés par son laboratoire pour guider les choix des lecteurs. Il propose également des enquêtes, comme celle relative aux composants variables dans les téléviseurs de grandes marques.
Il fournit des outils de comparaison de produits, censés laisser plus libre l'internaute dans ses choix et dans ses préférences, ces outils ont largement contribué à la popularité du site — dont l'audience est rendue publique chaque mois.
Les tests et comparatifs représentent 70 % de l'audience du site et les pages d'actualités 20 %. Les produits testés portent aussi bien sur l'informatique que le home-cinéma et la mobilité. Il y a également un peu d'électroménager (rasoirs, aspirateurs, cafetières, etc.) depuis 2010.
Ce magazine présente un nouveau modèle de magazine « en ligne » économiquement viable[Lequel ?] basé à 80 % de ses revenus sur l'affiliation via les tableaux de prix dans les pages de tests produits, à 20 % de la publicité, à l'heure d'une presse papier qui peine à trouver son public et d'un web qui se finance encore mal. Fin 2018, l'équipe des Numériques se compose d'une cinquantaine de personnes dont 26 journalistes à plein temps, une dizaine de pigistes, des développeurs, des graphistes, des commerciaux, des spécialistes des réseaux sociaux, du SEO, de l'affiliation...

## Équipe rédactionnelle
L'équipe est majoritairement constituée d'ingénieurs et de techniciens. Les postes sont détaillés dans une section spéciale sur le site, sous le « À propos ». Depuis octobre 2017, la rédaction est dirigée par Marco Mosca, rédacteur en chef, Pierre-Jean Alzieu, directeur du laboratoire, et Renaud Labracherie, rédacteur en chef adjoint. Vincent Alzieu, cofondateur du site et précédent rédacteur en chef (depuis la création en 2004 au 31 décembre 2014) est lui passé directeur des rédactions du groupe de presse en ligne Neweb rassemblant les rédactions Les Numériques, CNET France, ZDNet France, Gamekult, Beauté-Test, Paroles de maman, Avis de Mamans... 

## Interfaces
La dernière interface est déployée le 10 février 2021. Les précédents changements datent de 2006, 2007, 2008, 2012 pour les huit ans du site et 2014.

## Produits testés
(octobre 2017).

### Photo et vidéo
- Appareils photo numériques (compacts, bridges, hybrides et reflex)
- Caméscopes numériques
- Cartes mémoires et lecteurs de cartes mémoires
- Télécommandes

### Affichage
- Téléviseurs LCD et plasma de 29 à plus de 50 pouces
- Moniteurs LCD de 19 à 30 pouces
- Vidéoprojecteurs
- Cadres photo numériques
- Platines de salon

### Produits nomades
- GPS
- Ordinateurs portables
- Netbooks
- Téléphones portables
- Baladeurs audio et vidéo
- Casques et écouteurs à usage nomade
- Enceintes nomades
- Autoradios
- Liseuses
- Tuners TNT USB
- Lecteurs DVD portables
- Clés USB

### Son
- Casques Hi-Fi, monitoring, gaming
- Enceintes Home Cinema, Hi-Fi, connectées

### Périphériques
- Imprimantes multifonctions et laser
- Webcams
- Claviers, souris (avec ou sans fil)
- Joypads
- Adaptateurs CPL
- Tablettes graphiques
- Consoles DJ numériques
- Disques durs externes

### Ordinateurs et composants
- Processeurs (CPU)
- Refroidisseurs de processeur
- Cartes graphiques
- Disques durs SSD, multimédia et internes
- Ordinateurs « tout en un » (iMac like)

## Logos

2004-2007.
2007-2008.
2008-2012.
2012-2014.
Depuis 2014.